# Daniel Schmahl
Daniel Schmahl (* 1969 in Potsdam) ist ein deutscher Trompeter (auch Corno da Caccia, Flügelhorn), der sowohl im Bereich der Klassik als auch im Jazz als Solist hervorgetreten ist.

## Leben und Wirken
Schmahl wuchs in einer Musikerfamilie auf; sein Vater ist der Geiger Gustav Schmahl. Ab dem vierten Lebensjahr erhielt er Violinenunterricht, daneben trat Unterricht in Gesang, Piano und Fagott, bevor er mit 16 Jahren unter dem Einfluss von Ludwig Güttler die Trompete für sich entdeckte. Bereits eineinhalb Jahre später bestand er die Aufnahmeprüfung an der Hochschule für Musik Hanns Eisler Berlin; er absolvierte 1998 das Studium an der Hochschule für Musik Franz Liszt Weimar nach Meisterkursen bei Güttler, Malte Burba und dem Ensemble German Brass.
Als selbstständiger Solokünstler trat er seit 1999 in der Philharmonie Berlin, der Philharmonie St. Petersburg, bei den Festspielen Mecklenburg-Vorpommern, bei den Würzburger Bachtagen, beim Bachfest Leipzig, beim Musikfest Stuttgart und vielen weiteren Veranstaltungen mit einem Repertoire zwischen Alter Musik, früher Moderne und dem Jazz auf. Weiterhin ist er als Dozent für Trompete und Horn sowie als künstlerischer Leiter des Jugend-Blasorchesters an der Kreismusikschule Kon.centus in Neubrandenburg tätig.

## Diskographische Hinweise
- Chattin’ with Bach (Querstand 2012, mit Johannes Gebhardt, Matthias Zeller, Jan Hoppenstedt, Wolfram Dix sowie Sabine Helmbold)[2]
- Back to Bach (2006, mit Johannes Gebhardt)[3]